# 银山智人遗址
银山智人遗址位于安徽省巢湖市银屏镇岱山村，地处巢无公路东侧。向北距巢湖市区约6公里，东北距离和县人龙潭洞遗址约50公里。1984年，被列为安徽省文物保护单位；2013年，被列入第七批全国重点文物保护单位。

## 发现经过
该遗址最早于1981年由安徽省地质考察局发现，随后在1982-1986年间由中国科学院古脊椎动物和古人类研究所等单位进行了数次发掘工作。

## 遗址特征
在遗址中一共发现一块人类枕骨化石、一颗古人类牙齿化石以及23种哺乳动物如豹、剑齿虎、四稜齿象、剑齿象、三趾马、真马、犀牛、貘、猪、桑氏短吻鬣狗、鹿等动物化石。

其遗址中溶洞堆积的分布由上到下可以分为5层：（1）灰色堆积层、（2）棕红色角砾岩堆积层、（3）黄色堆积层、（4）棕红色堆积层、（5）浅黄色堆积层。
其中在第二层中发现的人类枕骨化石，根据其特征判断可能达到早期智人的标准；但根据遗址中溶洞堆积的化石堆积物的分布情况，其上部堆积的时代相较北京猿人和和县人所处的时代稍晚，而下部堆积层的时代为早更新世（上部堆积为1、2两层，下部堆积为3、4、5层）。

## 遗址发现意义
此遗址是继和县猿人化石之后的安徽省考古的又一重大发现，为研究长江中下游平原地区气候环境地理环境变迁、古人类生活等供了宝贵的科学资料。